# آتشگاه مشکین‌شهر
روستا و تپه آتشگاه مشکین‌شهر ایران]] به ثبت رسیده است.